# Armoured Multi Purpose Vehicle
Ein Armoured Multi Purpose Vehicle (kurz: AMPV) ist ein leicht gepanzertes 4×4-Fahrzeug, das als Joint Venture von den deutschen Unternehmen Rheinmetall MAN Military Vehicles (RMMV) und Krauss-Maffei Wegmann (KMW) in den späten 2000er-Jahren entwickelt wurde. Es wird den Anforderungen der GFF-Klasse 2 gerecht.

## Entwicklungsgeschichte
Rheinmetall und KMW haben in den 2000er-Jahren ein Joint Venture zur Entwicklung einer geschützten AMPV-Familie für das GFF-Beschaffungsprogramm der Bundeswehr beschlossen. Das Fahrzeug wurde entwickelt, um Schlüsselfähigkeiten wie hohe Mobilität, Kampfeffizienz und bessere Überlebensfähigkeit mit einer einzigen Plattform anzubieten. Die Konzeption und Auslegung des Fahrzeugs wurde auf Basis der Einsatzerfahrungen der Bundeswehr in Auslandseinsätzen, vor allem Afghanistan, getroffen.
Im Februar 2011 wurden vier AMPV-2-Prototypen für Firmenversuche produziert. Auch die Bundeswehr testete das Fahrzeug, allerdings gilt als möglicher Exportkunde die Streitkräfte Polens.

## Fahrzeugvarianten
Die AMPV-Fahrzeugfamilie wird zwei Baureihen umfassen – ein wendigerer AMPV 1 ist der kleinere der beiden, der als gut geschütztes Verbindungsfahrzeug vorgesehen ist. Ein höheres Schutzniveau und eine höhere Nutzlast sind die Hauptmerkmale des größeren AMPV 2. Die Varianten AMPV 1 und AMPV 2 sind beide extrem kompakt konstruiert und unterscheiden sich nur geringfügig in Höhe, Länge und Radstand. Die gesamte Fahrzeugfamilie wird auf standardisierten Konstruktionsprinzipien und Technologien basieren. Beide Baureihen verfügen außerdem über eine Patrouillenfahrzeugkonfiguration, eine Nutzfahrzeugversion mit ungeschütztem Unterboden im Heckbereich und einen Geräteträger mit einer bis zum Fahrzeugheck reichenden Sicherheitszelle. Geplant ist auch eine spezielle Patrouillenversion des AMPV1, die im Transporthubschrauber CH53 verladen werden kann. Trotzdem bestehen alle Fahrzeuge der AMPV-Familie weitgehend aus identischen Baugruppen.

## Bewaffnung
Auf dem Dach des AMPV befindet sich die fernbedienbare Waffenstation FLW von KMW, entweder in der Version FLW 100 oder FLW 200. Konkret umfasst hierbei die Bewaffnung 12,7-mm- oder 7,62-mm-Maschinengewehre oder einen 40-mm-Maschinengranatwerfer.